# 平滑肌
平滑肌，是非横纹肌的肌肉组织。在人体，平滑肌分布在动脉和静脉血管管壁、膀胱、子宫、男性和女性生殖道、消化道、呼吸道、眼睛的睫状肌和虹膜。平滑肌与骨骼肌和心肌在结构、功能、耦合机制、收缩状态等均相异。
平滑肌受自主神经支配，为不随意肌。平滑肌同时也受內分泌系統的间接控制。平滑肌的伸缩源自神经或激素的刺激。

## 功能上的分類
儘管體內各器官所含的平滑肌在功能特性上判別很大，但一般可分為兩大類：

### 多單位（multi-unit）平滑肌
多單位平滑肌細胞在活動時各自獨立，類似骨骼肌細胞，如豎毛肌、虹膜肌、瞬膜肌（貓）、以及大血管平滑肌等，它們各細胞的活動受外來神經支配或受擴散到各細胞的激素的影響。

### 單位（single-unit）平滑肌
類似心肌組織，其中各細胞通過細胞間的電耦聯而可以進行同步活動，這類平滑肌大都具有自律性，在沒有外來神經支配時也可進行近于正常的收縮活動（由于起搏細胞的自律性和內在神經叢的作用），以胃腸、子宮、輸尿管平滑肌為代表。

### 其他
還有一些平滑肌兼有兩方面的特點，很難歸入哪一類，如小動脈和小靜脈平滑肌一般認為屬于多單位平滑肌，但又有自律性；膀胱平滑肌沒有自律性，但在遇到牽拉時可作為一個整體起反應，故也列入單位平滑肌。

## 外部連結
- BBC （页面存档备份，存于） - baby born with smooth muscle condition has 8 organs transplanted
- Smooth muscle antibody
- Stomach smooth muscle identified using antibody
- UIUC組織學主題 265
- Histology at KUMC muscular-muscle08 "Smooth Muscle"
- Histology image: 21701ooa – 波士顿大学的组织学学习系统
- Smooth muscle histology photomicrographs